# Ágios Stéfanos (Kassopéa, Corfou)
Pour les articles homonymes, voir Ágios Stéfanos.
Ágios Stéfanos (grec moderne : Άγιος Στέφανος) est une localité située dans le dème de Corfou-Nord, dans le district régional de Corfou, dans la périphérie des Îles Ioniennes, en Grèce.
Selon le recensement de 2021, elle compte 80 habitants.